# ジョン・ミリントン・シング

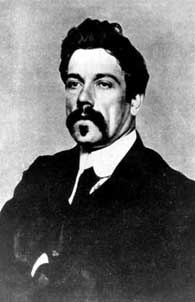
ジョン・ミリントン・シング

ジョン・ミリントン・シング（John Millington Synge,1871年4月16日 - 1909年3月24日）は、アイルランドの劇作家・詩人・小説家、フォークロリスト（民俗文化研究者）。
アイルランド文学復興運動とアベイ座設立者の一人として知られる。カトリック教徒が大半を占めるアイルランドで、植民者の子孫である中流プロテスタント（シング家は聖公会のアイルランド国教会信者だった）の視点から、細かな現実を厳しく観察する目と、アイロニーにみちた簡潔な表現を身につけた。
アイルランドを理想化する傾向が盛んであった文学運動のなかで、強い風刺の精神を貫き、通俗性と芸術性を兼ね備えた独自の文体で、典型的なアングロ・アイリッシュ文学を生み出した功績は大きい。

## 略歴
- 1871年4月 - ラスファーナム（ダブリン県）で8人兄弟の末子として誕生した。父はウィックロー県の郷紳（ジェントルマン）だった。
- 1872年 - 父、天然痘で急死。私有地から上がる収入で生活する一家は、母の実家のあるダブリンへ移り住む。安定した幸せな子供時代をおくる。
- 1888年 - トリニティ・カレッジ入学。アイルランド語とヘブライ語を学ぶが、主に学んだのは音楽だった。
- 1892年 - 卒業後、プロの音楽家となるためドイツへ留学。ここで、自分の引っ込み思案な性格では人前で演奏できないことに悩み、音楽をあきらめ文学活動をすることを決意。いったん帰国する。
- 1894年 - ソルボンヌ大学へ留学。文学を学ぶ。従姉妹の友人シェリー・マテソンと恋仲になるが、お互いの信仰が違うことから結婚を断られる。
- 1896年 - イタリアを旅行。パリでウィリアム・バトラー・イェイツと出会い、アラン諸島に行って、アイルランドに帰りダブリンで創作活動することなどを強く勧められる。
- 1897年 - ホジキンリンパ腫を発病。夏にアラン諸島に滞在。オーガスタ・グレゴリーの自宅を訪問する。
- 1903年 - パリから帰国。
- 1905年 - アベイ座の文学アドバイザーおよびディレクターとなる。
- 1907年1月 - 『西の国のプレイボーイ』初演。痛烈な批判を盛り込んだ内容から、観衆が憤り暴動が起こる。
- 1909年 - アベイ座の女優モリー・オールグッドと婚約。容態が悪化し、3月にエルピス・ナーシング・ホームで死去。

## 主な作品
- 谷間の影（英語版） In the Shadow of the Glen（1903年）
- 海に騎り行く人々（英語版） Riders to the Sea（1904年）
- 聖者の泉（英語版） The Well of the Saints（1905年）
- アラン島（英語版） The Aran Islands（1907年）：紀行文
- 西の国のプレイボーイ The Playboy of the Western World（1907年）
- 鋳掛け屋の婚礼（英語版） The Tinker's Wedding（1908年）
- 詩と訳詩 Poems and Translations（1909年）
- 悲運のディアドレ（英語版） Deirdre of the Sollows（1910年）：アイルランド神話のディアドレの悲劇を基にした戯曲。

## 訳書（近年刊行）
- 『アラン島』 栩木伸明訳、みすず書房「大人の本棚」、2005年、単行新版2019年
- 『シング選集2 戯曲編』 木下順二・高橋康也・喜志哲雄ほか訳 - 戯曲6篇
- 『シング選集1 紀行編』 恒文社、2000年-2002年 - 「アラン島」ほか3篇
- 『シング戯曲全集』 松村みね子訳、沖積舎、2000年 - 戯曲6篇